# Dyfed
Dyfed é um condado preservado localizado no sudoeste do País de Gales.